# 가을 상자
"가을 상자"는 대한민국의 가수 조유리가 웨이크원과 C9 엔터테인먼트를 통해 2021년 9월 23일 발매한 디지털 싱글이다. 이석훈과 함께 가창한 듀엣으로, 조유리의 싱글 "GLASSY"에도 수록되었다.

## 배경
2021년 4월 29일, 아이즈원이 해체됨에 따라 메인 보컬이었던 조유리의 음악적 활동이 주목되었다. 하지만 2021년 6월의 《월간 집》의 사운드트랙 수록곡인 'STORY OF US'를 가창한 후에는 그 소식이 뜸했다. 이윽고 2개월 뒤인 2021년 8월, 활동이 본궤도에 올랐음을 알렸고, 한달 뒤인 9월 26일, 듀엣곡이자 디지털 싱글인 "가을 상자"를 발매한다.
음반에 듀엣으로 참여한 가수 이석훈 음원 발표 기념 인터뷰에서 다음과 같이 언급했다.
| “ | 저야 너무나 영광이고, 기분 좋죠. 뭔가 다른 스타일과 다른 경험을 할 수 있다는 것은 가수로서 굉장히 좋은 추억인 것 같아요. | ” |
|   | — 이석훈, '가을 상자(with 이석훈) 인터뷰 필름, 웨이크원                                                                  |   |

## 발매 과정
2021년 9월 15일, 조유리의 공식 소셜 미디어 계정을 통해 처음으로 이석훈과의 합작이 예정되어 있다는 사실이 공개된다. 같은 달 21일, 역시 조유리의 공식 소셜 미디어를 통해 가사의 일부가 공개되었다. 다음날인 22일, 조유리의 공식 유튜브 계정을 통해 음원의 일부가 뮤직 비디오 형식으로 선공개 되었으며, 23일 디지털 싱글 형식으로 발매되었다.
다음달인 10월 7일 발매된 조유리의 싱글 음반 "GLASSY"에 '가을 상자 (with 이석훈)' 음원이 CD 음반 한정으로 수록곡으로 삽입되었다.

### 발매일
| 국가     | 날짜            | 레이블       | 포맷            | 카탈로그  | 비고                                 |
| -------- | --------------- | ------------ | --------------- | --------- | ------------------------------------ |
| 대한민국 | 2021년 9월 23일 | 웨이크원, C9 | 디지털 다운로드 | ―         | 가을 상자                            |
| 세계     | 2021년 9월 23일 | 웨이크원, C9 | 디지털 다운로드 | ―         | 가을 상자 (혹은 영어: Autumn Memory) |
| 대한민국 | 2021년 10월 7일 | 웨이크원     | CD              | CMAC11669 | GLASSY                               |

## 수록곡
| #            | 제목                        | 작사·작곡                   | 편곡 | 재생 시간 |
| ------------ | --------------------------- | --------------------------- | ---- | --------- |
| 1.           | 〈가을 상자 (with 이석훈)〉 | 이주형 추대관 김해론 권애진 | 3:58 |           |
| 총 재생 시간 | 총 재생 시간                | 총 재생 시간                | 3:58 |           |

## 참여 인원
- 추대관 - 키보드, 베이스
- 적재 - 기타
- 김해론, 권애진 - 코러스
- 권남우 - 마스터링

### 내용주
1. ↑  디지털 스트리밍 및 다운로드 서비스는 하지 않는다.

### 참조주
1. ↑  서예진 (2021년 6월 24일). “조유리, '월간 집' 두 번째 OST 'STORY OF US' 오늘(24일) 발매”. 《텐아시아》 (서울: 코리아엔터테인먼트미디어).
2. ↑  서예진 (2021년 9월 21일). “[공식] 조유리, 오늘(23일) 신곡 '가을 상자' 음원 발매…(with 이석훈)”. 《텐아시아》.
3. ↑  조유리 JO YURI (2021년 9월 15일). “조유리 (JO YURI) / with LEE SEOK HOON”. 《트위터》.
4. ↑  김윤교 (2021년 9월 21일). “조유리, 신곡 ‘가을 상자(with 이석훈)’ 가사 일부 공개 “수많은 꿈과 우리 나누던 말들””. 《톱스타뉴스》.
5. ↑  추승현 (2021년 9월 24일). “아이즈원 출신 조유리, 10월 7일 본격 솔로 활동 시작”. 《서울경제》.